# 畝傍站
畝傍站（日语：／ Unebi eki */?）是位於奈良縣橿原市八木町二丁目，西日本旅客鐵道（JR西日本）櫻井線（萬葉Mahoroba線）的車站。本站的使用人次比市內鄰近的主要車站為少，但是在JTB的時間表中，此站為橿原市的代表車站（這是由於車站是接近橿原市政廳）。本站也曾經為近鐵吉野線的舊線和小房線的起點站。

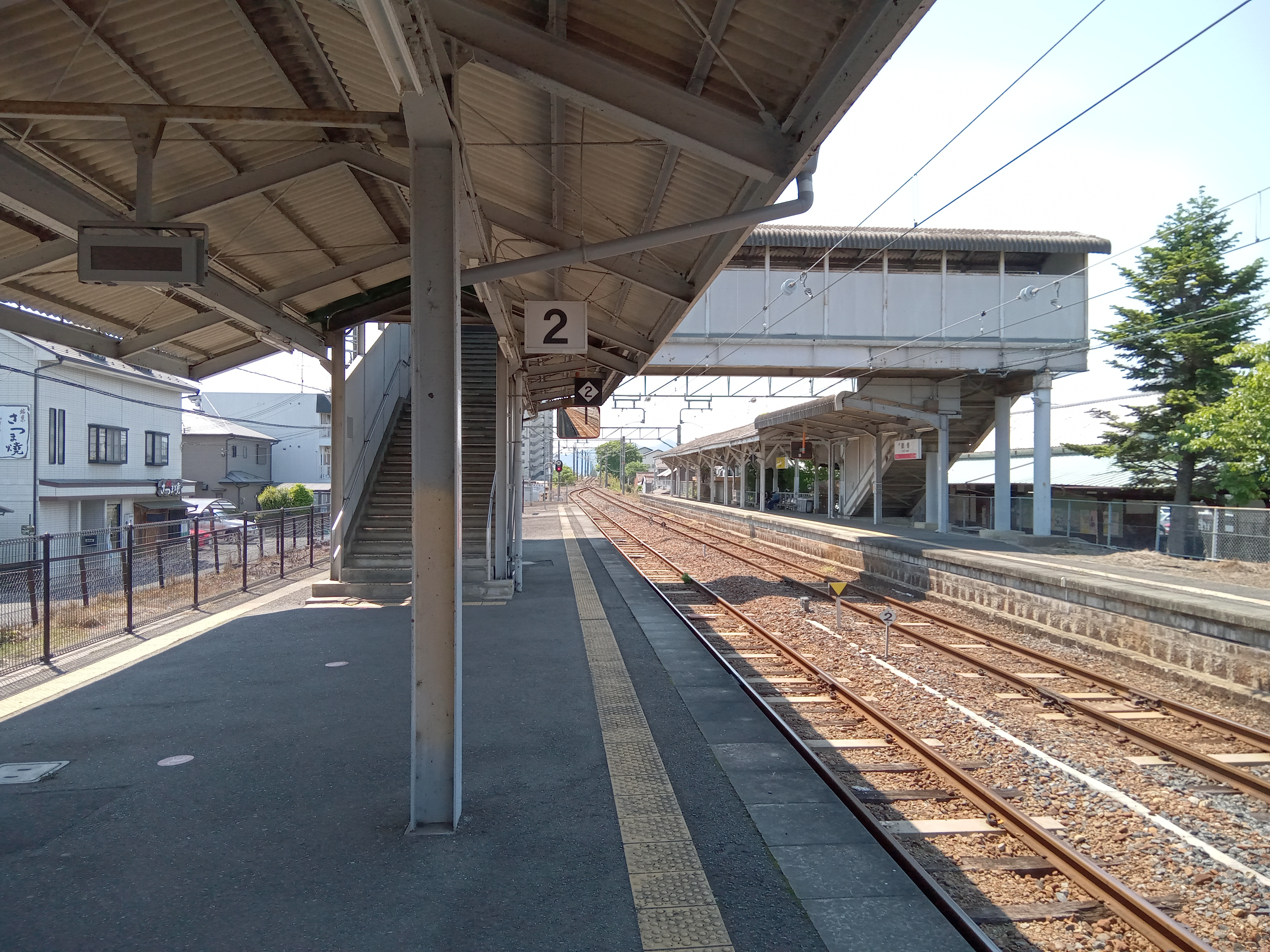
月台（2022年5月）

## 歷史

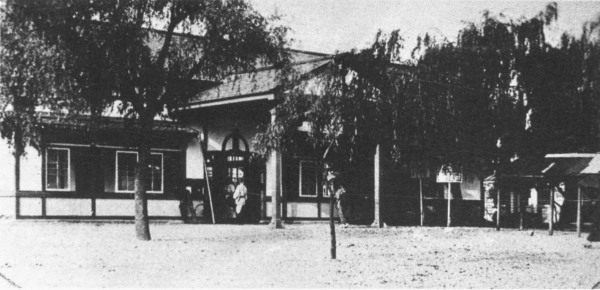
1905年（明治38年）的畝傍站

- 1893年（明治26年）5月23日 - 大阪鐵道 (第一代)（日语：大阪鉄道 (初代)）高田站至櫻井站之間開通，此站啟用[1]。
- 1900年（明治33年）6月6日 - 被收購成為關西鐵道的車站[1]。
- 1907年（明治40年）10月1日 - 鐵路國有化（日语：鉄道国有法），成為帝國鐵道廳車站[1]。
- 1909年（明治42年）10月12日 - 制定路線名稱，成為櫻井線車站[1]。
- 1924年（大正13年）11月1日 - 吉野鐵道（日语：吉野鉄道）（現時：近鐵吉野線的前身）橿原神宮前站（第一代）延伸至此站。
- 1929年（昭和4年）8月1日 - 吉野鐵道被大阪電氣軌道購買，成為大阪電氣軌道吉野線和國有鐵道（省線）的車站。
- 1941年（昭和16年）3月15日 - 大阪電氣軌道與參宮急行電鐵合併，成為關西急行鐵道和國有鐵道的車站。
- 1944年（昭和19年）6月1日 - 關西急行鐵道與南海鐵道合併，成為近畿日本鐵道和國有鐵道的車站。
- 1945年（昭和20年）6月1日 - 近鐵小房線橿原神宮駅站（現時：橿原神宮前站（第二代））至畝傍站之間暫停旅客業務止。
- 1952年（昭和27年）4月1日 - 近鐵小房線廢止。自從成為國鐵單獨車站。
- 1984年（昭和59年）10月20日 - 櫻井線CTC化，此站成為無人車站[2]。
- 1987年（昭和62年）4月1日 - 伴隨國鐵分割民營化，車站由西日本旅客鐵道（JR西日本）營運[1]。
- 2005年（平成17年）3月1日 - 此站開始可以使用IC卡「ICOCA」。設置IC卡專用簡易閘機。
- 2010年（平成22年）3月13日 - 制定路線愛稱為「萬葉Mahoroba線」。

## 車站構造
在皇纪2600年的1940年（昭和15年），隨著昭和天皇前往橿原神宮行幸之際建設車站大樓。該大樓有著濃厚的寺廟風的木製建築。
此站是地面車站，曾經此站設有1面1線的單式月台和1面2線的島式月台，共有2面3線的月台。在2005年12月，撒走了最南邊路軌後（架空電纜方面只有西邊，東邊沒有架空電纜），只剩下2面2線的相對式月台。車站大樓位於1號月台（上行）側，兩月台之間設有跨線橋連接。另外，列車停站位置有少許偏離，在車頭上下車比較方便。
月台比車站大樓較高位置，因此大樓與月台之間設有樓梯與斜道連接。該樓梯連接出入口（檢票口）和貴賓室。另外設有團體專用出入口（已經封閉）。
此站是由王寺鐵道部管理的無人車站。此站可使用ICOCA（與其互相使用的IC卡）。此站設有自動售票機（可讓IC卡增值）和ICOCA等IC卡出入閘機。此站沒有普通車票專用的自動閘機。
站前設有大型站前廣場，該處大部分位置變成月租停車場。此站也是飛鳥方向租賃單車還車處之一。
檢票口內設有廁所。

### 月台
| 月台 | 路線           | 上下行 | 方向                 |
| ---- | -------------- | ------ | -------------------- |
| 1    | 萬葉Mahoroba線 | 上行   | 櫻井、奈良方向       |
| 2    | 萬葉Mahoroba線 | 下行   | 高田、王寺、五條方向 |

- 上述的路線名稱是使用旅客資訊上的名稱（愛稱）。

### 貴賓室
由於車站鄰近橿原神宮和神武天皇陵，因此車站大樓內設有貴賓室，讓前往參拜的皇族使用。在1940年（昭和15年），隨著舉行皇紀2600年大祭，昭和天皇到訪此站時曾經使用貴賓室。在1959年（昭和34年），皇太子夫妻剛結婚後（後來的明仁上皇、上皇后美智子）也使用了貴賓室。一般情況下會封閉。在1995年起不定期公開貴賓室。

## 使用狀況
根據「奈良縣統計年鑑」，以下為近年1日平均乘車人次列表：
| 年度   | 1日平均 乘車人次 |
| ------ | ---------------- |
| 2005年 | 452              |
| 2006年 | 431              |
| 2007年 | 426              |
| 2008年 | 428              |
| 2009年 | 444              |
| 2010年 | 448              |
| 2011年 | 441              |
| 2012年 | 458              |
| 2013年 | 459              |
| 2014年 | 438              |
| 2015年 | 454              |
| 2016年 | 466              |
| 2017年 | 466              |
| 2018年 | 481              |

雖然此站為橿原市的代表車站，但是較多乘客使用鄰近的近鐵橿原線八木西口站、近鐵大阪線大和八木站，或是橿原神宮的近鐵南大阪線、吉野線和橿原線的橿原神宮前站，此站的乘客較少。另外在國鐵時代已經是業務委託車站，曾經在櫻井線上行走的急行「紀之川」也通過此站。在櫻井線電氣化時已經成為無人車站，售票處也已經封鎖。

## 車站周邊
- 春日神社
- 延命院
- 藤原宮（日语：藤原宮）跡
- 下道（中街道）
- 今井町（日语：今井町）
- 橿原市政廳
- 橿原郵局（日语：橿原郵便局）
- 奈良縣立畝傍高等學校（日语：奈良県立畝傍高等学校）
- 南都銀行（日语：南都銀行）橿原分店
- 京都銀行橿原分店
- 三菱日聯銀行橿原分店
- 八木西口站（近鐵橿原線） - 西方步行5分鐘。
- 大和八木站（近鐵大阪線、近鐵橿原線） - 北方步行10分鐘。
- 近鐵百貨店（日语：近鉄百貨店）橿原店
- 奈良縣立醫科大學、奈良縣立醫科大學附屬醫院（日语：奈良県立医科大学附属病院）
- 橿原警署（日语：橿原警察署）

## 相鄰車站
西日本旅客鐵道
 萬葉Mahoroba線（櫻井線）
■快速（經高田站直通大和路線）、■普通
香久山－畝傍－金橋

### 曾經存在的路線
近畿日本鐵道
小房線
畝傍－小房

## 注腳
1. 1 2 3 4 5 6 7 8 9 10  曾根悟（監修）. 朝日新聞出版分冊百科編集部（編集） , 编. . 週刊朝日百科. 42号 阪和線・和歌山線・桜井線・湖西線・関西空港線. 朝日新聞出版. 2010-05-16: 22–23 （日语）.
2. ↑  . 鐵道公報 (日本國有鐵道總裁室文書課). 1984-10-19: 4 （日语）.
3. ↑  . 交通新聞 (交通新聞社). 1995-04-10: 3 （日语）.
4. ↑  “［エキタビ］JR桜井線 畝傍駅 古道行けばノスタルジー” 讀賣新聞 (讀賣新聞): p3. (2018年4月7日 大阪夕刊)
5. ↑  .   [2021-10-02]. （原始内容存档于2020-03-29）.

## 外部連結
- 畝傍｜車站資訊：JR出門網 - 西日本旅客鐵道（日語）